# 敘利亞政府
敘利亞政府目前实行总统制，中央政府位於該國首都大馬士革，目前正處於由敘利亞過渡政府領導的過渡時期。上屆復興黨政府由總統巴沙爾·阿薩德、總理和擁有250個席位的人民議會組成。2024年12月8日，敘利亞反對派發動攻勢，推翻阿薩德政權，阿薩德總統本人則潛逃俄羅斯。反對派叛軍推翻政府後，阿薩德政權下的許多前政府官員亦逃往鄰國。其後，過渡政府於2025年1月成立。

## 行政
阿薩德掌控下的敘利亞政府行政机构由总统、两名副总统、总理和内阁组成。宪法要求总统必须為穆斯林。而目前政府由看守政府領導，該政府預計將於2025年被正式的政府替換。
2025年3月13日，沙拉签署了为期五年的过渡期临时宪法，确立伊斯兰教法作为法律的主要来源，同时确保保护叙利亚所有民族和宗教群体的权利。 随后，3月29日，沙拉在位于大马士革的总统府举行的仪式上宣布成立叙利亚过渡政府，取代阿萨德政权垮台后建立的叙利亚看守政府。

### 第一届叙利亚看守政府
| 職位       | 名稱            | 所屬政黨                      | 就任日期      |
| ---------- | --------------- | ----------------------------- | ------------- |
| 總統       | 艾哈迈德·沙拉   |                               | 2025年1月29日 |
| 叙利亚总理 | 穆罕穆德·巴席爾 | 敘利亞救國政府 敘利亞過渡政府 | 2024年12月9日 |

### 部長會議（内閣）
部长会议负责履行政府的日常行政职能。

## 立法部门
叙利亚人民议会是叙利亚的立法机关。该议会共有250名议员。他們在15个多议席選區选举产生，任期为四年。2012年颁布的新叙利亚宪法引入了多党制，没有任何政党有絕對领导权。
叙利亚2025年临时宪法通过后，重新成立了一个名为人民议会的临时议会，其三分之一的成员由总统任命。

## 司法部门
叙利亚的司法機關包括最高宪法法院、高等司法委员会、上诉法院和国家安全法院。伊斯兰教法是立法的主要来源，叙利亚的司法体系融合了伊斯兰、鄂圖曼和法國法律的元素。叙利亚有三個级別的法院，當中包括初审法院、上诉法院和最高的宪法法院。宗教法庭审理个人法和家庭法问题。

## 參與国际组织
叙利亚是阿拉伯非洲经济发展银行、阿拉伯经济和社会发展基金、阿拉伯货币基金组织、阿拉伯经济统一理事会、世界海关组织、西亚经济社会委员会、联合国粮食及农业组织、二十四国集团、七十七国集团、国际原子能机构、国际复兴开发银行、国际民用航空组织、國際商會、国际开发协会、伊斯蘭開發銀行、国际农业发展基金、国际金融公司、國際勞工組織、國際貨幣基金組織、國際刑警、國際海事組織、國際通信衛星公司、国际奥林匹克委员会、國際標準化組織、国际电信联盟、红十字会与红新月会国际联合会、不结盟运动、阿拉伯石油输出国组织、伊斯兰合作组织、联合国、联合国人权委员会、联合国贸易和发展会议、联合国工业发展组织、聯合國近東巴勒斯坦難民救濟和工程處、萬國郵政聯盟、世界工会联合会、世界卫生组织、世界气象组织、联合国旅游组织的會員。
叙利亚最后一次担任联合国安理会非常任理事国是在2003年12月。